# مارسلوس یکم

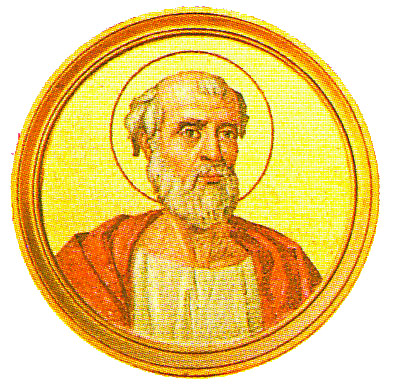

پاپ مارسلوس یکم (به انگلیسی: Pope Marcellus I) یکی از پاپ‌های کلیسای کاتولیک رم بود که بین سال‌های ۳۰۸ تا ۳۰۹ میلادی پاپ بود.